# Оукбрук Терас (Илиноис)
Оукбрук Терас (енгл. Oakbrook Terrace) град је у америчкој савезној држави Илиноис. По попису становништва из 2010. у њему је живело 2.134 становника.

## Демографија
Према попису становништва из 2010. у граду је живело 2.134 становника, што је 166 (7,2%) становника мање него 2000. године.
| Група             | 2000.         | 2010.         |
| Белци             | 1.791 (77,9%) | 1.424 (66,7%) |
| Афроамериканци    | 95 (4,1%)     | 165 (7,7%)    |
| Азијати           | 281 (12,2%)   | 293 (13,7%)   |
| Хиспаноамериканци | 95 (4,1%)     | 224 (10,5%)   |
| Укупно            | 2.300         | 2.134         |